# 일본 국가안전보장회의
안전보장회의(일본어: 安全保障会議, Security Council of Japan)은 국방에 관한 중요 사항 및 중대한 긴급사태에 대처하는 것과 관련된 사항을 심의하는 내각의 기관이다. 국방회의를 대신하여 2013년에 설치되었다. 주임대신은 내각총리대신이다.

## 조직
일본의 국가안전보장회의는 크게 4인 각료회의, 9인 각료회의, 국가안보 담당 총리보좌관으로 분리되어 있다. 4인 각료회의는 내각총리대신, 관방장관, 방위대신, 외무대신으로 구성된다. 9인 각료회의는 내각총리대신, 관방장관, 방위대신, 외무대신에 추가로 총무대신, 재무대신, 경제산업대신, 국토교통대신, 국가공안위원회 위원장이 참석한다.
의장(내각총리대신)과 의원(일부 국무대신)으로 구성된다(모두 비상근 대우). 
또한 의장과 의원을 보좌하기 위해 간사(비상근)와 조사분석을 진행하기 위해 회의 내에 내각관방 장관을 위원장으로 하는 사태대처전문위원회가 설치되어 있다.
국가안전보장국장은 사무국장을 겸임한다.

## 역사
아베 신조 총리는 기존의 안전회의를 2013년에 국가안전보장회의로 격상시켰다. 이는 알제리에서 일본인 납치, 북핵 위기, 중국의 회색지대 전략에 따른 센카쿠 열도 분쟁 등 국가안보에 있어서 복합적인 위기와 상황을 효과적으로 관리하기 위해서 출범하였다.

## 구성
- 국가안전보장국

- 지역정책반
  - 구미
  - 중동
  - 동북아[8]
- 경제반[9]
- 전략기획반
- 정보반
- 총괄,조정반

## 국가안전보장국장
- 초대 야치 쇼타로[10][11]
- 2대 기타무라 시게루[12][13][14]
- 3대 아키바 다케오[15][16][17]
- 4대 오카노 마사타카[18][19][20]

## 같이 보기
- 국가 안전 보장 회의